# Teorema de reversión de Lagrange
Esta página es sobre el Teorema de reversión de Lagrange. Para la inversión, véase el Teorema de inversión de Lagrange.
En matemáticas, el teorema de la reversión de Lagrange nos da la expansión en serie de potencias o en serie formal de potencias de ciertas funciones implícitamente definidas, de hecho, de composiciones de tales funciones.
Sea {\displaystyle v} una función de {\displaystyle x} e {\displaystyle y} definida a partir de otra función {\displaystyle f} tal que

{\displaystyle v=x+yf(v)}

Entonces, cualquier función {\displaystyle g(v)} se puede desarrollar en serie de Taylor alrededor de {\displaystyle v=x} para {\displaystyle y} pequeño, es decir, se tiene

{\displaystyle g(v)=g(x)+\sum _{k=1}^{\infty }{\frac {y^{k}}{k!}}\left({\frac {\partial }{\partial x}}\right)^{k-1}\left(f(x)^{k}g'(x)\right)}

Si {\displaystyle g(v)} es la función identidad, es decir, {\displaystyle g(v)=v},

{\displaystyle v=x+\sum _{k=1}^{\infty }{\frac {y^{k}}{k!}}\left({\frac {\partial }{\partial x}}\right)^{k-1}\left(f(x)^{k}\right)}

En 1770, Joseph Louis Lagrange (1736–1813) publicó su solución en serie de potencias de la ecuación implícita de {\displaystyle v} antes mencionada. Sin embargo, su solución era algo engorrosa, pues utilizó desarrollos en serie de logaritmos. En 1780, Pierre-Simon Laplace (1749–1827) publicó una prueba más simple del teorema, la cual estaba basada en relaciones entre derivadas parcialescon respecto a la variable {\displaystyle x} y al parámetro {\displaystyle y}. Charles Hermite (1822–1901) presentó la prueba más sencilla del teorema usando integración de contorno.
El teorema de reversión de Lagrange se usa para obtener soluciones numéricas de la ecuación de Kepler.
| Demostración del teorema de reversión de Lagrange |
| Se empieza escribiendo: {\displaystyle g(v)=\int \delta (yf(z)-z+x)g(z)(1-yf'(z))\,dz} Escribiendo la delta de Dirac en forma integral, se tiene: {\displaystyle {\begin{aligned}g(v)&=\int \int \exp(ik[yf(z)-z+x])g(z)(1-yf'(z))\,{\frac {dk}{2\pi }}\,dz\\[10pt]&=\sum _{n=0}^{\infty }\int \int {\frac {(ikyf(z))^{n}}{n!}}g(z)(1-yf'(z))e^{ik(x-z)}\,{\frac {dk}{2\pi }}\,dz\\[10pt]&=\sum _{n=0}^{\infty }\left({\frac {\partial }{\partial x}}\right)^{n}\int \int {\frac {(yf(z))^{n}}{n!}}g(z)(1-yf'(z))e^{ik(x-z)}\,{\frac {dk}{2\pi }}\,dz\end{aligned}}} La integral sobre {\displaystyle k} da {\displaystyle \delta (x-z)} (pues es otra vez la representación integral de la delta de Dirac), por lo que se puede resolver también la integral sobre {\displaystyle z} obteniendo la serie {\displaystyle {\begin{aligned}g(v)&=\sum _{n=0}^{\infty }\left({\frac {\partial }{\partial x}}\right)^{n}\left[{\frac {(yf(x))^{n}}{n!}}g(x)(1-yf'(x))\right]\\[10pt]&=\sum _{n=0}^{\infty }\left({\frac {\partial }{\partial x}}\right)^{n}\left[{\frac {y^{n}f(x)^{n}g(x)}{n!}}-{\frac {y^{n+1}}{(n+1)!}}\left\{(g(x)f(x)^{n+1})'-g'(x)f(x)^{n+1}\right\}\right]\end{aligned}}} Reordenando la serie, se obtiene el resultado buscado: {\displaystyle g(v)=g(x)+\sum _{k=1}^{\infty }{\frac {y^{k}}{k!}}\left({\frac {\partial }{\partial x}}\right)^{k-1}\left(f(x)^{k}g'(x)\right)} |